# Kryptowährung
Kryptowährung bzw. Kryptogeld (kurz Krypto oder Crypto; von griechisch κρυπτός kryptós, deutsch ‚versteckt‘, ‚verborgen‘, ‚geheim‘, Adjektiv zum Verb κρύπτω krýptō, deutsch ‚verbergen‘, ‚verstecken‘, ‚verheimlichen‘; einzeln auch Coin bzw. Token), auch digitale Währung oder Onlinewährung, bezeichnet digitale Zahlungsmittel. Einzelne Vermögenszuschreibungen sind dabei in einer verteilten Datenbank, in der Regel einer sogenannten Blockchain, festgehalten. Diese öffentliche Finanztransaktionsdatenbank verwendet eine starke Verschlüsselungstechnik, um die Transaktionen, Besitztümer und gegebenenfalls die Erschaffung von weiteren Coins oder auch die Vernichtung von Coins zu bestätigen und zu sichern.
Unter den Begriffen werden alle Krypto-Projekte mit handelbaren Anteilen zusammengefasst. Im Juni 2025 gab es rund 10.000 verschiedene Kryptowerte, wovon nur wenige als Währungen konzipiert waren. Gemein ist ihnen, dass die Coins dieser Projekte, die teilweise selbst einen Einsatzzweck bieten, handelbar sind. Verschiedene Kryptobörsen, aber auch Dexes (Dezentrale Exchanges), bieten den Handel oder Direktkauf für jeweils unterschiedliche Coins und Tokens an. Diese können auf private Wallet-Adressen transferiert werden, auf denen sie vor dem Zugriff Dritter geschützt und nur durch einen Schlüssel zugänglich sind. Mit Krypto-ETN gibt es alternativ auch börsengehandelte Papiere auf Kryptowerte.
Als typisches Spekulationsobjekt wurden Kryptowährungen bisher mit Ausnahme von El Salvador (2021–2025) nicht von Staaten als offizielle Geldart anerkannt, werden jedoch laut Crypto.com mit Stand November 2024 von weltweit über 650 Millionen Menschen als digitaler Vermögenswert genutzt. Insbesondere in Entwicklungs- und Schwellenländern mit unterentwickelten Finanzsystemen und hoher Inflation gebe es eine rasante Adaption. Staaten setzen bei der Digitalisierung ihrer Währungen derzeit in der Regel nicht auf reine Onlinewährungen, sondern auf elektronisches Geld, dessen Überweisung auch offline funktioniert, bspw. China und die EU.

## Kategorien
Kryptos sind im eigentlichen Sinn keine Währungen und existieren nicht in physischer Form (wie Papiergeld und Münzen). Sie sind mit Ausnahme von El Salvador (2021–2025) in keinem Staat als gesetzliches Zahlungsmittel anerkannt und werden üblicherweise nicht von einer zentralen Behörde oder Kontrollinstanz herausgegeben. Stattdessen steckt hinter vielen Kryptos kapitalistisches privatwirtschaftliches Interesse sowie der Wunsch nach Spekulation und dezentralisierter Kontrolle: Jeder kann zum Eigentümer von Produktionsmitteln zur Herstellung und Ausgabe der Coins werden, an der Verwaltung dieser mitwirken und auch an der Wertschöpfung beteiligt sein. Dennoch gibt es auch Krypto-Projekte, wo etwa ein einziger Emittent alle Coins herausgibt. Durch eine entsprechende Verteilung der Coins oder Tokens besteht aber auch hierbei, falls gewünscht, die Möglichkeit, diese in dezentrale Projekte umzuwandeln.
Kryptowährungen ermöglichen digitalen Zahlungsverkehr ohne Zentralinstanzen wie Banken. Dies geschieht mithilfe dezentraler Datenhaltung und kryptografisch verschlüsselter Übertragungsprotokolle. Das Eigentum an Guthaben wird repräsentiert durch den Besitz eines kryptologischen Schlüssels. Das ebenfalls kryptologisch signierte Guthaben wird in einer gemeinschaftlichen Buchhaltung in Form einer verteilten Ledger-Technologie, in der Regel einer Blockchain, abgebildet. Kryptowährungen existieren nicht in physischer Form (wie Papiergeld) und werden im Gegensatz zu Fiat-Geld oder Central Bank Digital Currencies in ihrer ursprünglich erdachten Form nicht von einer zentralen Behörde ausgegeben. Aber auch wenn bei vielen Kryptowährungen im Gegensatz zum alltäglich geläufigen Geld eine einzelne Partei nicht alleine in der Lage ist, die Produktion von Währungseinheiten zu beschleunigen, zu beeinträchtigen oder in irgendeiner Weise wesentlich zu missbrauchen, werden viele andere Kryptowährungen von inhabergeführten, privatwirtschaftlichen, gewinnorientierten Unternehmen zentral produziert. So hielt beispielsweise Ripple Labs bis zu 80 Prozent der Neuemissionen der Kryptowährung Ripple und verteilt diese nach eigenem Ermessen.
Die addierte Marktkapitalisierung aller Kryptowährungen wird seit 2013 ermittelt. 2017 wurde erstmals eine gemeinsame Marktkapitalisierung von 100 Milliarden US-Dollar erreicht, die ihren vorläufigen Höhepunkt im Januar 2018 mit 800 Milliarden US-Dollar erklomm. Anschließend fiel diese innerhalb weniger Wochen auf unter 500 Milliarden. Diese Grenze wurde erst im November 2020 wieder überschritten. Seitdem explodierten die Kurse förmlich und erreichten am 12. Mai 2021 einen vorläufigen Höhepunkt, als die Gesamtmarktkapitalisierung 2,5 Billionen US-Dollar überschritt. Die Kurse der Kryptowährungen, mit Ausnahme der sogenannten Stablecoins, sind also als äußerst volatil einzustufen. Die Handelskurse aller Kryptowährungen stehen zudem im direkten Zusammenhang mit der Bewertung des Bitcoins und sinken – verallgemeinernd ausgedrückt –, wenn der Kurs von Bitcoin sinkt, und umgekehrt. Sämtliche Coins und Tokens, die nicht Bitcoin sind, werden unter dem Begriff Altcoins (von: alternative Coins) zusammengefasst.
Nach Jan Lansky ist eine Kryptowährung ein System, das sechs Bedingungen erfüllt:
1. Das System benötigt keine zentrale Autorität; sein Zustand wird durch verteilten Konsens aufrechterhalten.
2. Das System behält einen Überblick über die Kryptowährungseinheiten und deren Besitz.
3. Das System definiert, ob neue Kryptowährungseinheiten erstellt werden können. Wenn neue Kryptowährungseinheiten geschaffen werden können, definiert das System die Umstände ihrer Entstehung und wie das Eigentum an diesen neuen Einheiten bestimmt werden kann.
4. Das Eigentum an Kryptowährungseinheiten kann ausschließlich kryptografisch nachgewiesen werden.
5. Das System erlaubt die Durchführung von Transaktionen, bei denen das Eigentum an den kryptografischen Einheiten geändert wird. Eine Transaktionsanweisung kann nur von einer Stelle ausgestellt werden, die das aktuelle Eigentum an diesen Einheiten nachweist.
6. Werden zwei verschiedene Anweisungen zur Änderung des Eigentums an denselben kryptografischen Einheiten gleichzeitig eingegeben, führt das System höchstens eine davon aus.

### Bitcoin
Bitcoin, der 2009 erstmals als Open-Source-Software veröffentlicht wurde, ist die erste dezentralisierte Kryptowährung. Bitcoin wurde rein als Währung und Zahlungsmittel konzipiert. Seit 2020 wird verstärkt das Narrativ von Bitcoin als Geldspeicher aufgegriffen. Einige weitere frühe Kryptowährungen wie etwa Litecoin oder Digibyte wurden auch rein als Zahlungsmittel in Konkurrenz zu Bitcoin erdacht und behaupten etwa schnellere oder günstigere Transaktionen als Bitcoin zu bieten. Dennoch ist Bitcoin hinsichtlich der Marktkapitalisierung bislang die größte und am weitesten verbreitete aller Kryptowährungen.

### Altcoins
Ein Großteil der inzwischen über 10.000 Kryptowährungen wurde nicht als reine Zahlungssysteme erdacht. Stattdessen handelt es sich bei den meisten der Kryptowährungen genannten Coins oder Tokens zwar um austauschbare und handelbare Werte, nach den oben genannten sechs Bedingungen der Definition, allerdings mit zusätzlicher Funktionalität zum reinen Zahlungsmittel. Diese zusätzlichen Mehrwerte bzw. Funktionen sind höchst unterschiedlich. So gibt es etwa Kryptowährungen, die Stimmrechte für verschiedenste Entscheidungen innerhalb eines Netzwerkes (oder auch externer Faktoren) bieten, Kryptowährungen, die einen aktuellen Gegenwert zu Fiat-Währungen abbilden, Kryptowährungen, die alleine als Transaktionsgebühren für ein Netzwerk genutzt werden, oder Kryptowährungen, die es erlauben, ein Lagerhaus mit dem entsprechenden Zulieferer kommunizieren zu lassen, sowie viele weitere mehr.
Einige Kryptowährungen zahlen auf verschiedene Arten und Weisen eine Art Zins oder auch Beteiligung an etwa Transaktionskosten aus, wenn sie „gestaked“ oder anderweitig angelegt werden.
Alle Kryptowährungen neben Bitcoin werden Altcoins genannt. Die langjährig zweitgrößte aller Kryptowährungen nennt sich Ether und ist das interne Zahlungsmittel für das Blockchain-System Ethereum.

### Central Bank Digital Currency
Central Bank Digital Currency (CBDC), oder zu Deutsch digitales Zentralbankgeld, bezeichnet Projekte, die eine von einer Zentralbank ausgegebene digitale Währung beinhalten. Der Wert eines CBDCs soll 1:1 dem Wert der abgebildeten regulären (Landes-)Währung entsprechen.
In einem Bericht der Bank für Internationalen Zahlungsausgleich heißt es, dass der Begriff „digitale Zentralbankwährung“ zwar nicht genau definiert ist, „aber von den meisten als eine neue Form von Zentralbankgeld angesehen wird […], die sich von Guthaben auf traditionellen Reserve- oder Abwicklungskonten unterscheidet.“
Ein CBDC unterscheidet sich auch von virtuellen Währungen und Kryptowährungen dadurch, dass letztere nicht von einem Staat ausgegeben werden und nicht den Status eines gesetzlichen Zahlungsmittels haben, der von einer Regierung erklärt wird.
Im Allgemeinen befinden sich CBDCs in einem sehr frühen Entwicklungsstadium. Einer Umfrage im Jahr 2021 nach, untersuchen rund 80 % der Zentralbanken weltweit CBDCs, wobei 40 % bereits Proof-of-Concept-Tests durchführen.

### Privacy Coins
Als Privacy Coin (englisch für ‚Privatsphären-Münze‘) werden Kryptowährungen bezeichnet, welche digitale anonyme Zahlungen ermöglichen (digitales Bargeld). Bitcoin wurde zu Beginn seiner Einführung noch als Privacy Coin angesehen, und er fand auf zahlreichen Darknet-Marktplätzen seine Anwendung als Zahlungsmittel. Durch die zunehmende Integration von Kryptowährungen in die bestehenden staatlichen Zahlungssysteme haben jedoch regulatorische Anforderungen, z. B. KYC oder AMLA, zu einer Aufweichung der Anonymität im Bitcoin-Ökosystems geführt. Transaktionen mit Bitcoin sind deshalb nicht anonym, sondern lediglich pseudonym. Daher wird versucht, die im Kryptowährung-Ökosystem vorhandene Pseudonymisierung zu einer möglichst vollständigen Anonymisierung auszubauen.

### NFT
Ein Non-Fungible Token (NFT), oder zu Deutsch nicht austauschbare Wertmarke, ist ein nicht ersetzbarer Token, welcher etwas in der Blockchain repräsentiert. Solch ein NFT findet z. B. Anwendung bei digitalen Kunstwerken, kosmetischen Gegenständen in Computerspielen oder Sammelkarten.

## Institutionelle Anleger
Mit Stand Juni 2021 verwaltete der Grayscale Bitcoin Trust 25,7 Milliarden US-Dollar. Eine vom Fondsverwalter Intertrust durchgeführte Umfrage unter 100 Finanzchefs von Hedgefonds weltweit ergab, dass diese Führungskräfte erwarten, in fünf Jahren durchschnittlich 7,2 Prozent ihrer Vermögenswerte in Kryptowährungen zu halten. Intertrust schätzt, wenn sich das auf den gesamten Sektor überträgt, könnte das für die gesamte Hedgefonds-Branche einer Gesamtsumme von etwa 312 Milliarden US-Dollar an Vermögenswerten in Kryptowährungen entsprechen.
In Kanada wurden am 20. April 2021 drei Ethereum-ETFs zugelassen, nachdem bereits im Februar ein Bitcoin-ETF zugelassen worden war. Für 2022 werden in den Vereinigten Staaten die Zulassungen von sowohl Bitcoin- als auch Ethereum-ETFs erwartet. ProFunds, ein Vermögensverwalter, der weltweit 60 Milliarden Dollar verwaltet, hat am 27. Juli bei der US-Börsenaufsichtsbehörde (SEC) erfolgreich einen Investmentfonds registriert, der auf Bitcoin-Futures basiert.
Für Aufsehen sorgte im April 2021 auch der Börsengang des Krypto-Exchanges Coinbase, eines der größten und dienstältesten Unternehmen der noch jungen Branche. Der Börsengang war der größte Börsengang seit demjenigen von Facebook im Jahr 2012 und der erste eines Unternehmens, dessen Geschäftsmodell ausschließlich Handel mit und Staking von Kryptowährungen darstellt.

## Arbeitsweise
Eine Währung ohne intrinsischen Wert kann nur funktionieren, wenn ein ausreichendes Maß an Vertrauen bei den Beteiligten gegeben ist. Bei konventionellem Fiatgeld muss der Zentralbank vertraut werden, bzw. die Zentralbank oder der jeweilige Staat setzen die Nutzung der Währung unabhängig vom Vertrauen oder Misstrauen der Bevölkerung über Zwang, Gewaltmonopol und Staatsgewalt durch. Bei kryptografischen Währungen werden Neuemissionen und Transaktionen durch eine Mehrheit von einander grundsätzlich misstrauenden und sich gegenseitig kontrollierenden Teilnehmern bestätigt.

### Verifizierung
Da binäre Informationen fast beliebig reproduzierbar sind, muss – wie bei jedem anderen bargeldlosen Zahlungssystem auch – sichergestellt werden, dass die in Umlauf befindliche Menge nicht ungeregelt zunimmt. Eine Transaktion ist also nur gültig, wenn die Summe der Eingänge (Konten, von denen ein Betrag abgezogen wird) gleich der Summe der Ausgänge (Konten, auf die ein Betrag addiert wird) ist. Einzige Ausnahme sind Neuemissionen, die auch wiederum vorher festgelegten und für alle nachvollziehbaren Regeln folgen müssen, um das nötige Vertrauen zu erreichen.
Beim gewöhnlichen bargeldlosen Zahlungsverkehr muss der Teilnehmer einer betreibenden Instanz (Bank, Kreditkartengesellschaft o. ä.) vertrauen, dass diese die Einhaltung der Regeln überwacht und durchsetzt. Bei Kryptowährungen wird diese Aufgabe der Gemeinschaft aller Beteiligten übertragen. Korrekturen am System sind nur möglich, wenn die Mehrheit der Beteiligten dieser Anwendung zustimmt. Beispielsweise wurde bei Bitcoin am 15. August 2010 eine nicht regelkonforme Transaktion aufgrund eines Softwarefehlers mehrheitlich automatisch akzeptiert. Diese Transaktion führte zu einer Gutschrift von 184 Milliarden BTC (Bitcoins) auf zwei Konten. Das entsprach einer schlagartigen Vervielfachung der Geldmenge und damit einer drastischen Inflationierung der bestehenden Guthaben. Behoben werden konnte dieser Fehler, indem eine neue, korrigierte Software in Umlauf gebracht wurde, die diese Transaktion als nicht regelkonform ablehnte. Da aber niemand die verteilte Datenbank aller Transaktionen korrigieren kann, war der Fehler erst dann behoben, als eine Mehrheit der Beteiligten die neue Software lange genug anwendete, um eine neue längere und damit höher priore Blockchain mit Transaktionsbestätigungen aufzubauen.
Mit Ausnahme der oben bereits erwähnten privatwirtschaftlich betriebenen Kryptowährungen, bei denen sich ein Unternehmen eine Sonderrolle einräumt, arbeiten die gemeinschaftlich betriebenen basisdemokratisch. Dabei stößt man allerdings auf das nächste grundlegende Problem. Demokratien im herkömmlichen Sinn beruhen auf der Gleichverteilung des Stimmrechts über eine festgelegte Gruppe von Personen. Im Internet sind Personen nicht eindeutig identifizierbar. Aus Gründen der Diskretion ist eine Identifikation auch nicht erwünscht. Kryptowährungen müssen also das Stimmrecht auf eine andere Art verteilen. Dabei finden überwiegend zwei Prinzipien Anwendung: der Nachweis von Arbeit (englisch Proof of Work) und der Nachweis von Anteilen (englisch Proof of Stake). Beim Nachweis durch Arbeit erhält der Teilnehmer mehr Einfluss auf das Gesamtsystem, indem er Rechenaufgaben löst und damit aufgewendete Rechenleistung nachweist. Durch das Lösen einer möglichst großen Zahl von Aufgaben erhält der Teilnehmer nicht nur mehr Einfluss auf das System, sondern steigert seine Chancen, bei Neuemissionen und Transaktionsgebühren zu profitieren. Durch diesen Anreiz zur Bereitstellung von Rechenleistung wird zugleich sichergestellt, dass immer ausreichend viele Teilnehmer ausreichend viel Rechenleistung aufwenden, um das System in Betrieb zu halten. Die Aufgaben sind daher so angelegt, dass sie in ihrer Gesamtheit auch die Buchhaltung des Systems erledigen.
Beim Nachweis von Anteilen erhält derjenige mehr Einfluss und Vergünstigungen, der bereits große Anteile am Guthaben hält. Dabei wird nicht nur das Guthaben, sondern zum Teil auch dessen Alter bewertet. Ein Beispiel dafür ist die Peercoin. Gemeinschaftlich betriebenen Kryptowährungen liegt also ein besonderes – von der alltäglichen Vorstellung stark abweichendes – Demokratieverständnis zugrunde.

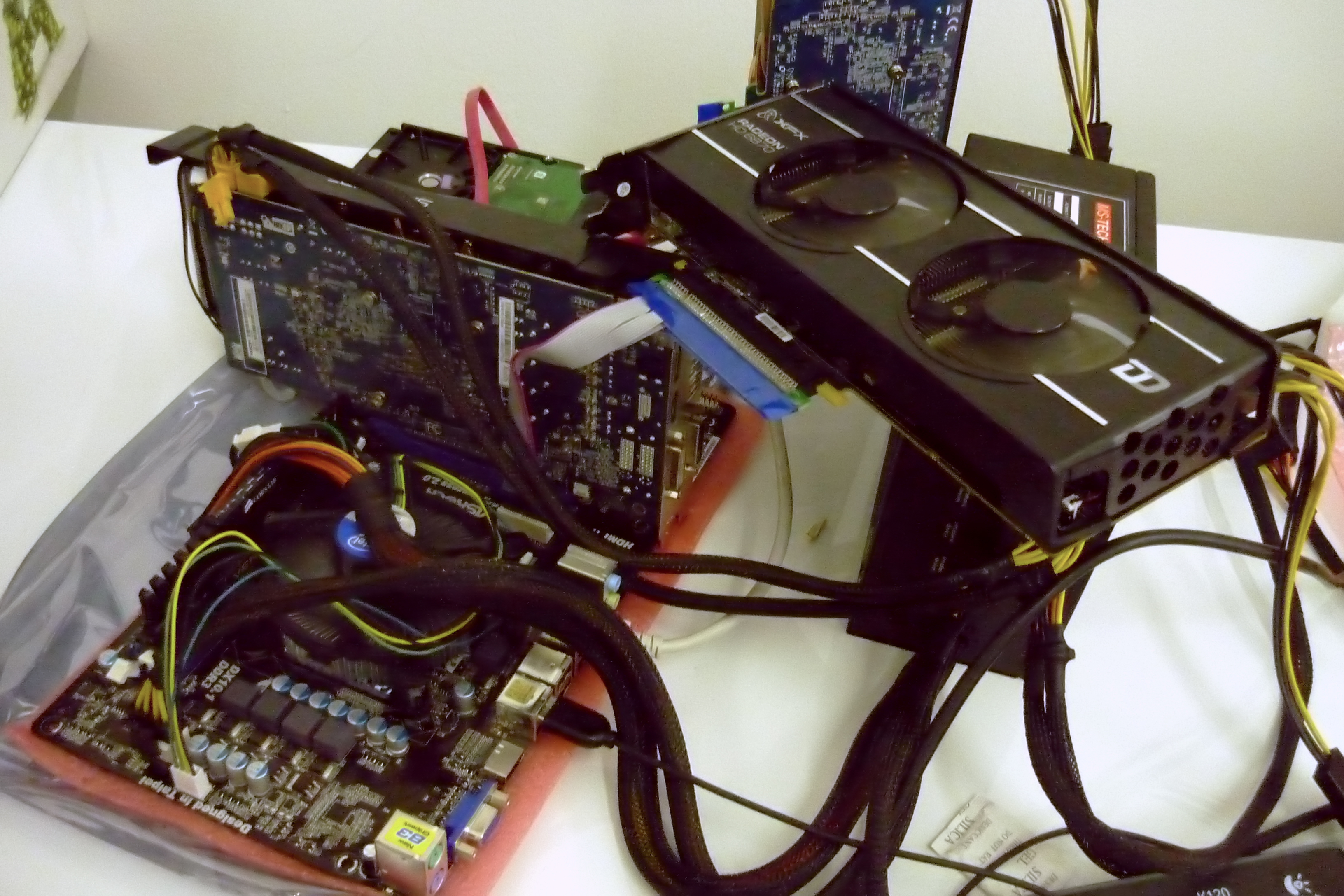
Hardware zur Errechnung von Hashwerten (Bitcoin Mining Rig)

### Mining
Das Aufwenden möglichst hoher Rechenleistungen, um größere Chancen zu haben, von Neuemissionen zu profitieren, wird auch als Mining bezeichnet. Seit mit Kryptowährungen reale Waren gehandelt und sie auch in konventionelle Währungen getauscht werden, existiert ein echter wirtschaftlicher Anreiz, die zum Minen gestellten Rechenaufgaben möglichst effizient zu lösen. Das führte dazu, immer stärker spezialisierte Hardware zu verwenden. Zunächst wurden normale Prozessoren, wie sie in PCs arbeiten, verwendet, bald darauf gab es Implementierungen, die Grafikprozessoren nutzten. Inzwischen werden auf FPGAs und ASICs basierende Geräte gehandelt, die eigens zu diesem Zweck entwickelt wurden. Daraus ergab sich eine massive Zunahme der Rechenleistung. Als Beispiel stieg bei Bitcoin die aufgewendete Rechenleistung vom Januar 2013 zum Januar 2014 auf das 660-fache. Für den einzelnen Anwender eines gewöhnlichen PCs ist es damit bei attraktiven Kryptowährungen, bei denen ein Konkurrenzkampf der Rechenleistungen herrscht, nahezu unmöglich geworden, an Neuemissionen oder Transaktionsgebühren teilzuhaben.
Um diesem Effekt, der steigenden Teilnehmerzahl und dem Mooreschen Gesetz gerecht zu werden, verfügen Kryptowährungen über anpassbare Schwierigkeitsgrade (englisch difficulty) bei den gestellten Rechenaufgaben. So werden von den Teilnehmern nur diejenigen gelösten Aufgaben akzeptiert, die einem vorher festgelegten und regelmäßig angepassten Schwierigkeitsgrad entsprechen. Damit können Emissionsraten konstant gehalten und der Aufwand für eine mögliche Manipulation erhöht werden. Die Prinzipien des Proof-of-Work und des Haltens von Anteilen können auch kombiniert werden. So dürfen Halter großer, möglichst alter Guthaben bei Peercoin Lösungen mit reduziertem Schwierigkeitsgrad einreichen. Die dadurch höhere Chance auf Zuteilung von Neuemissionen oder Transaktionsgebühren wird von den Erstellern dieser Kryptowährung als eine Art Verzinsung dieser Guthaben betrachtet.

## Realisierungen
Es existieren Hunderte von Spezifikationen zur Realisierung von Kryptowährungen. Manche davon arbeiten nach ähnlichen Prinzipien wie Bitcoin und haben einen ähnlichen Aufbau.

### Signierte P2P-Vernetzung der Teilnehmer
Alle Teilnehmer kommunizieren miteinander über ein Peer-to-Peer-Netzwerk. Dabei wird jede Nachricht, die ein Teilnehmer in dieses Netz sendet, für jeden anderen verfügbar. Sie wird allerdings nicht als Broadcast versendet, sondern, wie bei P2P-Netzen üblich, nach und nach weitergegeben. Eine Nachricht, die in dieses Netz gesendet wird, entspricht also einer Veröffentlichung an alle Teilnehmer.
Zunächst erzeugt jeder neue Teilnehmer ein Schlüsselpaar eines asymmetrischen Kryptosystems. Der öffentliche Schlüssel wird über das P2P-Netzwerk und ggf. auch anderweitig veröffentlicht. Der private geheim gehaltene Schlüssel erlaubt es dem Teilnehmer nun, Aufträge für Transaktionen kryptografisch zu signieren. Jeder Benutzer kann auf diese Weise selbst ein Konto eröffnen. Das Konto weist als neu erzeugtes Konto ein Guthaben von Null auf. Der veröffentlichte Schlüssel ist dabei praktisch die Kontonummer und wird auf Englisch als Account Address bezeichnet. Der private Schlüssel sichert die Verfügungsgewalt über das Konto. Da jeder Teilnehmer grundsätzlich beliebig viele solcher Schlüsselpaare erzeugen kann, werden diese in einer als englisch Wallet ‚Brieftasche‘ bezeichneten Datei aufbewahrt.
Will nun ein anderer Teilnehmer einen Betrag auf das eben eingerichtete Konto überweisen, so erstellt er einen Überweisungsauftrag mit dem Betrag und mit dem öffentlichen Schlüssel des Zielkontos und signiert diesen Auftrag mit seinem geheimen Schlüssel. Dieser Auftrag wird über das P2P-Netz veröffentlicht. Er muss nun überprüft und in der gemeinsamen Buchhaltung als Transaktion beglaubigt und archiviert werden.
Jeder Teilnehmer kann anhand des öffentlichen Schlüssels überprüfen, ob der Überweisungsauftrag tatsächlich vom legitimen Absender erstellt wurde. Damit wird Diebstahl von fremden Konten verhindert. Danach kann anhand der bisher archivierten Buchhaltung überprüft werden, ob das Absenderkonto auch über das nötige Guthaben verfügt. Damit wird das Überziehen eines Kontos bzw. das doppelte Ausgeben des Guthabens vermieden. Erst wenn der Überweisungsauftrag als regelkonform akzeptiert wurde, wird ein Teilnehmer versuchen, ihn in die Buchhaltung einzutragen.

### Buchhaltung
Bis hier besteht die Kryptowährung lediglich aus einem P2P-Netz, in dem mit asymmetrischer Kryptografie signierte Botschaften veröffentlicht werden. Der wesentliche Teil ist alsdann die besondere Form der Buchhaltung. Diese besteht aus Datenblöcken, die jeweils ihren Vorgänger referenzieren und damit eine Kette bilden, die Blockkette, Blockchain. Jeder Datenblock bildet eine neue Seite der gemeinsamen Buchhaltung. Jeder Teilnehmer, der dieser Buchhaltung einen neuen Block hinzufügen möchte, darf darin außer den zu bestätigenden neu angefallenen Transaktionen auch eine Transaktion aus dem Nichts auf sein eigenes Konto eintragen. Er erhält damit den an diesen Block gebundenen, vom Regelwerk vorgegebenen Teilbetrag der Neuemission. Daher sind viele Teilnehmer bestrebt, solche neuen Blöcke zu erstellen und zu veröffentlichen.
Zur Begrenzung der damit verbundenen Neuemissionen wird diese Erstellung neuer Blöcke mit einer Schwierigkeit verbunden. Dazu muss von dem Block eine als kryptologische Hashfunktion realisierte Einwegfunktion errechnet werden. Dieser Hashwert muss eine allgemein anerkannte Bedingung erfüllen, um als gültiger neuer Block anerkannt zu werden. Im einfachsten Fall muss der Wert unterhalb eines vorgegebenen Grenzwerts liegen. Je kleiner dieser Grenzwert ist, desto geringer ist die Wahrscheinlichkeit, dass der neu errechnete Hashwert darunter liegt. Entsprechend schwieriger ist es, einen solchen Block zu erstellen. Der Teilnehmer muss den Block nun so lange verändern, bis er einen gültigen Block erstellt hat, dessen Hashwert unter dem Grenzwert liegt. Dazu enthält jeder Block einen als Nonce bezeichneten Wert, dessen einzige Funktion darin besteht, solange verändert zu werden, bis der Hashwert des gesamten Blocks dadurch die Bedingung erfüllt. Da es sich um eine Einwegfunktion handelt, ist es nicht möglich, den benötigten Nonce direkt zu errechnen. Die Schwierigkeit besteht also darin, solange den Hashwert veränderter Blöcke zu errechnen, bis zufällig dabei ein Wert unter dem vorgegebenen Schwellwert erreicht wird. Als Hashfunktion werden von verschiedenen Kryptowährungen u. a. SHA-2 (Bitcoin, Peercoin), SHA-3 (Copperlark, Maxcoin), Scrypt (Litecoin, Worldcoin) und POW (Protoshares) verwendet.

Baum mit der einzig gültigen Blockkette in schwarz und dem Genesis-Block in grün

Um die lückenlose Abfolge der Blöcke manipulationssicher zu dokumentieren, muss jeder neue Block zusätzlich auch den Hashwert seines Vorgängers enthalten. Dadurch bilden die Blöcke später eine Kette, deren lückenloser, unveränderter Zusammenhang für jeden leicht nachprüfbar ist. Der hohe Aufwand zur Erstellung regelkonformer neuer Blöcke begrenzt nicht nur die Rate der Neuemissionen, sondern erhöht auch den Aufwand, eine Fälschung zu erstellen. Hat ein Teilnehmer als erster einen gültigen neuen Block erstellt, kann er ihn im P2P-Netz veröffentlichen. Die anderen Teilnehmer können ihn prüfen, und wenn er den vereinbarten Regeln entspricht, wird er der aktuellen Blockchain hinzugefügt und als neuer letzter Block der Kette akzeptiert.
Die in dem neuen Block enthaltenen Transaktionen sind damit zunächst nur von diesem einen Teilnehmer bestätigt, der den Block erzeugt hat. Sie sind damit nur bedingt glaubwürdig. Wurde der Block aber von den anderen Teilnehmern ebenfalls als gültig akzeptiert, werden diese seinen Hashwert in ihre neu zu erstellenden Blöcke eintragen. Hält die Mehrheit der Teilnehmer den Block für gültig, wird die Kette also ausgehend von diesem Block am schnellsten weiter wachsen. Hält sie ihn nicht für gültig, wird die Kette ausgehend vom bisher letzten Block weiter wachsen. Die Blöcke bilden also keine einfache Kette, sondern einen Baum. Nur die vom ersten Block (Wurzel) längste in dem Baum enthaltene Kette wird als gültig betrachtet. Dadurch besteht diese Form der Buchhaltung automatisch aus denjenigen Blöcken, die die Mehrheit als gültig akzeptiert hat. Dieser erste Block, mit dem eine Kryptowährung auch gestartet wird, wird als  Genesis-Block bezeichnet. Er ist in vielen Fällen in der Betriebssoftware der Kryptowährung bereits enthalten und der einzige Block, der keinen Hashwert eines Vorgängers enthält.
Jeder Teilnehmer, der basierend auf einem Block einen neuen erzeugt, akzeptiert und bestätigt damit auch die bisherigen Blöcke als regelkonform. Je mehr neue Blöcke basierend auf einem bestehenden Block erzeugt werden, desto besser sind die darin enthaltenen Transaktionen kollektiv bestätigt und damit unwiderruflich im Netz dokumentiert. Durch die Anpassung des Schwierigkeitsgrads an die von den Teilnehmern aufgewendete Rechenleistung kann die Rate, mit der neue Blöcke erfolgreich erstellt werden, justiert werden. Bei Bitcoin wird dieser Wert nach 2016 Blöcken so angepasst, dass durchschnittlich mit einem neuen Block alle 10 Minuten zu rechnen ist. Die Anpassung findet also ungefähr alle zwei Wochen statt. Wer eine Transaktion durchführen möchte und diese dazu vom Netz der Teilnehmer bestätigt braucht, muss also im Durchschnitt 10 Minuten warten, bis diese in einem neuen Block eingetragen wird. Nach etwa einer Stunde wurden diesem Block fünf weitere hinzugefügt. Wer jetzt noch diese Transaktionen infrage stellen wollte, müsste sechsmal so viel Rechenleistung aufwenden wie der gesamte Rest aller Teilnehmer weltweit, um einen alternativen gültigen Zweig in der Blockchain zu etablieren. Damit ist es nahezu unmöglich, einmal eingetragene Transaktionen zu löschen oder zu verändern.

### Transaktionsgebühren
Nicht zuletzt um Angriffe auf den Betrieb einer Kryptowährung durch Überlastung (Denial-of-Service-Angriffe) zu vermeiden, werden Transaktionsgebühren erhoben, die sinnlose Überweisungen von Kleinstbeträgen vermeiden sollen. Diese Transaktionsgebühren werden erhoben, indem der Ersteller eines neuen Blocks darin die Übertragung des vereinbarten Betrags auf sein eigenes Konto eintragen darf. Die Transaktionsgebühren bilden damit zusätzlich zu den Neuemissionen einen Anreiz, sich an der Erstellung neuer Blöcke zu beteiligen. Sie bilden somit auch dann einen wirtschaftlichen Anreiz zur Beteiligung, wenn keine rentablen Neuemissionen (mehr) stattfinden.
Da Blockgrößen begrenzt sind, kann es passieren, dass Transaktionen länger warten müssen, um in einen neuen Block aufgenommen zu werden. Will der Initiator der Transaktion diesen Vorgang beschleunigen, kann er freiwillig in seinem Überweisungsauftrag eine erhöhte Transaktionsgebühr eintragen. Die anderen Teilnehmer werden diese Transaktion dann bevorzugt in ihre neuen Blöcke einbauen, um diese erhöhte Transaktionsgebühr für sich zu verbuchen.

### Zusammenfassung
Die Schritte im Betrieb einer dezentralen Kryptowährung sind:
1. Neue Transaktionen werden signiert und an alle Knoten gesendet.
2. Jeder Knoten sammelt neue Transaktionen in einem Block.
3. Jeder Knoten sucht nach der Nonce, welche seinen Block gültig macht.
4. Wenn ein Knoten einen gültigen Block findet, sendet er den Block an alle anderen Knoten.
5. Die Knoten akzeptieren den Block nur, wenn er den Regeln entsprechend gültig ist:
  1. Der Hashwert des Blocks muss dem aktuellen Schwierigkeitsgrad entsprechen.
  2. Alle Transaktionen müssen korrekt signiert sein.
  3. Die Transaktionen müssen den bisherigen Blöcken entsprechend gedeckt sein (keine Doppelausgaben).
  4. Neuemission und Transaktionsgebühren müssen den akzeptierten Regeln entsprechen.
6. Die Knoten bringen ihre Akzeptanz des Blocks zum Ausdruck, indem sie dessen Hashwert in ihre neuen Blöcke übernehmen.

Die Schritte laufen dabei überlappend ab. Es wird kontinuierlich nach neuen Blöcken gesucht, und genauso kontinuierlich werden neue Transaktionen erstellt. Für den einzelnen Knoten ändert sich die Wahrscheinlichkeit, einen neuen Block zu finden, durch das Einfügen einer neuen Transaktion nicht. Da jeder Knoten bevorzugt seinen eigenen öffentlichen Schlüssel für den Empfang der Neuemission einträgt, sind die Blöcke, an denen weltweit gleichzeitig gearbeitet wird, alle verschieden.

## Informationelle Selbstbestimmung
Fast alle Kryptowährungen arbeiten mit einer öffentlichen Buchhaltung. Jeder Teilnehmer hat damit ungehinderten Zugriff auf sämtliche Transaktionen seit Einführung der Währung. Es gibt keine Bank und damit auch kein Bankgeheimnis. Allerdings gibt es ohne Bank auch keine Instanz, die einen Teilnehmer überhaupt als Person registriert. Jeder kann ein Schlüsselpaar erzeugen und mit dem öffentlichen der beiden Schlüssel am Zahlungsverkehr teilnehmen. Dieser öffentliche Schlüssel ist das Pseudonym des Teilnehmers. Kryptowährungen in der hier beschriebenen Form sind also ihrem Wesen nach bereits pseudonymisiert. In Deutschland sind Dienstanbieter gemäß § 13 Absatz 6 Telemediengesetz verpflichtet, „die Nutzung von Telemedien und ihre Bezahlung anonym oder unter Pseudonym zu ermöglichen“. Eine Kryptowährung erfüllt diese Anforderung bereits durch ihre Konstruktion.
Allerdings schützen Pseudonyme nicht davor, dass die Zuordnung zu einer Person auf anderem Weg durchgeführt werden kann. Zahlungsvorgänge sind naturgemäß oft mit der Angabe weiterer Informationen wie etwa einer Lieferadresse, einer E-Mail-Adresse oder ähnlichen Informationen verbunden. Um zu vermeiden, dass in einem solchen Fall die gesamte Chronik aller Buchungen dieser Person offenliegt, kann jeder Teilnehmer eine beliebige Anzahl Schlüsselpaare und damit Pseudonyme erzeugen. Das, was beispielsweise hier in der Wikipedia und anderen Netzdiensten als Sockenpuppe unerwünscht ist und teilweise sogar systematisch verfolgt wird, ist bei Kryptowährungen der vorgesehene Normalfall. Anonymität kann damit allerdings nicht erreicht werden.
Die Cypherpunk-Bewegung wollte durch Kryptowährungen Krypto-Anarchie erreichen und das Machtverhältnis zwischen Regierung und Bürger umkehren.
Mit der am 20. April 2023 durch das EU-Parlament beschlossenen Verordnung (EU) 2023/1114 (MiCA-Verordnung) zur Regulierung von Kryptowährungen werden anonyme Zahlungen verboten. Eine zuvor diskutierte Bagatellgrenze von 1000 Euro wurde gestrichen. Bei allen Überweisungen müssen Informationen über Quelle und Empfänger den zuständigen Behörden zur Verfügung gestellt werden. Patrick Breyer kritisiert, dass anonyme Zahlungen ein Bürgerrecht darstellen, um beispielsweise an WikiLeaks zu spenden, wenn Banken der Enthüllungsplattform wieder mal die Kreditkartenspenden abdrehen, oder russische Dissidenten unterstützen zu können, ohne Angst vor dem Putin-Regime haben zu müssen.

## Anonymisierung durch Mischdienste
Um die Rückverfolgbarkeit von Zahlungen zu verhindern, werden als Dienstleistung Konten angeboten, die es erlauben, Transaktionen so über sie abzuwickeln, dass die Erkennung eines Zusammenhangs zwischen den eingehenden und ausgehenden Transaktionen möglichst erschwert wird. Das wird zum einen erreicht, indem viele Teilnehmer über dasselbe Konto Zahlungsaufträge abwickeln und nur der Betreiber den Zusammenhang zwischen den ein- und ausgehenden Transaktionen kennt. Um Korrelationen zu vermeiden, kann der Dienstnehmer zusätzliche Maßnahmen beauftragen. Die Zahlung kann z. B. verzögert, in Teilbeträge zerlegt und/oder an mehrere Empfängerkonten (die wiederum derselben Person gehören können) aufgeteilt werden. Derartige Dienste werden als mixing service ‚Mischdienst‘ oder in Anlehnung an den Tatbestand der Geldwäsche auch als laundry service ‚Waschdienst‘ bezeichnet.
Der wesentliche Nachteil besteht darin, dass den Betreibern dieser Dienste vertraut werden muss, sowohl was die Anonymisierung als auch die tatsächliche Ausführung der Zahlung betrifft. Es liegt also wieder ein zentraler Dienst vor, dem ähnlich einer Bank vertraut werden muss. Das läuft der Grundkonzeption einer Kryptowährung zuwider. Auch laundry services lassen sich als dezentraler Dienst der Gemeinschaft der Teilnehmer einer Kryptowährung realisieren. Mit Commitment-Verfahren, kryptographischen Akkumulatoren und Zero-Knowledge-Beweisen lässt sich eine Art digitales Schwarzes Brett erzeugen, an dem anonyme Beträge deponiert und wieder abgeholt werden. Um zu verhindern, dass hinterlegte Beträge vom Schwarzen Brett entfernt werden, muss dieses in gleicher Weise wie die Buchhaltung der Kryptowährung selbstorganisiert sein. Man kann das Schwarze Brett also als eine Art anonyme Parallelwährung zur ursprünglichen Kryptowährung betrachten und in deren Buchhaltung integrieren. Die Anonymität von Kryptowährungen und das damit einhergehende Geldwäscherisiko führen zu Empfehlungen der FATF, die Travel Rule einzuführen, um Transaktionen von Kryptowährungen stärker nachvollziehen zu können.

## Kritik

### Mögliches Schneeballsystem
Von Kritikern werden Kryptowährungen als Schneeballsystem oder Spekulationsblase bezeichnet, da der rein spekulative Wert den Nutzwert übersteige. Fast alle Anleger würden Kryptowährung kaufen, weil sie auf Wertsteigerung hoffen und nicht, um damit tatsächlich zu bezahlen. Investor Howard Marks von Oaktree Capital Management gab 2017 zu Protokoll, dass „digitale Währungen eine Modeerscheinung (oder vielleicht sogar ein Pyramidensystem) sind, basierend auf der Bereitschaft, etwas einem Wert zuzuschreiben, das wenig oder gar keinen Wert hat, abgesehen von dem, was die Leute bereit sind, dafür zu bezahlen“. Es werden Vergleiche zur Tulpenblase von 1637 oder der Dotcom-Blase von 1999 gezogen, die alle durch einen rasanten, manischen Kursanstieg gefolgt von einem jähen Absturz gezeichnet waren.
Kryptowährungen, welche kollabiert sind, sind TerraUSD und Luna, letztere hatte zwischenzeitlich eine Marktkapitalisierung von 40 Milliarden Dollar. Bitcoin erlebte 2011, 2013 und 2017 mehrere Blasenzyklen, erholte sich jedoch immer wieder.

### Softwarefehler
Auch Kryptowährungen sind wie alle mit Software betriebenen Systeme nicht vor Softwarefehlern sicher. Beispiele:
1. Die Überweisung von 184 Milliarden BTC (es sollte niemals mehr als 21 Millionen BTC geben) am 15. August 2010 beruhte auf einem arithmetischen Überlauf.[26]
2. Am 11. März 2013 wurde die Bitcoin-Blockchain in zwei von unterschiedlichen Teilnehmergruppen für gültig befundene Äste gespaltet. Es lag also eine inkonsistente Buchführung vor. Ursache war eine ungewollte Inkompatibilität einer neuen Softwareversion. Diese erzeugte Blöcke, die von älteren Versionen als nicht regelkonform abgelehnt wurden. Der Vorfall ist auch ein Beleg für den besonderen Einfluss der Betreiber von Mining-Pools oder leistungsstarker Hardware auf die Währung. Sie wurden aufgefordert, kurzfristig ein Downgrade durchzuführen, bis eine korrigierte Fassung vorlag.[42]
3. Im Juni 2022 verlor die kalifornische Firma Harmony bei einem Angriff auf ihre Software Krypto im Wert von 100 Mio. US$.[43]

Bisher konnten beim Bitcoin alle Störfälle durch Softwarekorrekturen und kooperatives Verhalten der Beteiligten behoben werden. Es gibt jedoch keine Garantie, dass dies bei allen Kryptowährungen und für alle Zeit so sein wird. So gesehen muss auch die eingangs gemachte Aussage über das Nichtvorhandensein eines Single Point of Failure relativiert werden. Wenn eine Kryptowährung fast ausschließlich mit Software aus einem einzigen Quelltext betrieben wird und es keine unabhängigen Implementierungen gibt, dann stellt dieser Quelltext einen Single Point of Failure dar.

### Verfügungsgewalt
Da die Verfügungsgewalt über ein Guthaben in einer Kryptowährung ausschließlich durch die geheimen privaten Schlüssel besteht, sind in der Vergangenheit bereits Guthaben durch Datenverluste unwiederbringlich verloren gegangen. Eine Rückerstattung auf anderem Weg ist in der Regel ausgeschlossen, da verlorenes Guthaben prinzipiell nicht von geparktem und derzeit unbenutztem Vermögen unterschieden werden kann. Das führt auch dazu, dass nur die maximale, nicht aber die tatsächlich handelbare Geldmenge bekannt ist.
Die privaten Schlüssel für die Verfügung über ein Guthaben sind daher ein Ziel für Computerkriminelle. Für das Jahr 2020 wurden 400.000 vollzogene Crypto-Betrügereien geschätzt. Für 2021 wird eine Steigerung dieser Zahlen erwartet. Durch den weltweiten Betrieb mit Pseudonymen ist eine strafrechtliche Verfolgung derartiger Diebstähle von Kryptoguthaben kaum erfolgversprechend. Als Konsequenz bieten bereits Firmen die sichere Verwahrung von Kryptoguthaben als Dienstleistung an.

### Mangelhafte rechtliche Einordnung
In manchen Ländern ist unklar, ob Bestände an Kryptowährungen überhaupt zu den Vermögenswerten zählen oder nicht. Dies hat etwa Folgen für das Erbrecht: In der Schweiz zählen Kryptowährungen weder zu den Sachwerten, Barvermögen, Forderungen noch zu den Wertpapieren. Mangels schriftlicher Belege und einer Gegenpartei (wie etwa eine Bank) ist es unwahrscheinlich, dass Krypto-Guthaben in einem Inventar erfasst werden. Hat aber ein Erbe Kenntnis vom Wallet-Passwort und überweist sich selbst die Krypto-Bestände des Verstorbenen, so ist unter Juristen umstritten, ob die Tat als Unterschlagung zählt und ob die anderen Erben dagegen vorgehen können. Ebenso können mit Überweisungen von Kryptowährungen die Vorschriften über Erbvorbezüge und Pflichtteile umgangen werden.
Die Einordnung von Kryptowährungen als Sache scheitert am numerus clausus des Sachenrechts: Alle Rechtsformen einer Sache sind gesetzlich abschließend vorgegeben; ein Cryptotoken entspräche jedoch einer neuartigen Sache (siehe Typenzwang). Im Schuldrecht können zwar beliebige Rechtsformen gewählt werden – zum Beispiel könnten digitale, kryptografisch signierte Schuldscheine als Zahlungsmittel herausgegeben werden. Allerdings wird bei allen Instrumenten, die dem Schuldrecht unterliegen, eine eindeutig identifizierte Gegenpartei, der Emittent, vorausgesetzt. Diese Voraussetzung ist bei den gängigen Kryptowährungen aber nicht gegeben. Rechtliche Klarheit herrscht daher nur, wenn jemand anstelle von Kryptowährungen ein Wertpapier auf Krypto-Bestände besitzt, wie zum Beispiel Zertifikate oder Anteile an einem Fonds.

### Verteilung
Einige Kryptowährungen sind so konzipiert, dass wesentliche Teile der Neuemissionen bereits von den Gründern getätigt wurden (englisch pre-mined). Häufig sind Regeln enthalten, die Teilnehmern der Startphase, sogenannten Early Adoptern, besonders günstige Konditionen einräumen. Wird den Gründern dabei eigennütziger Vorsatz unterstellt, so werden solche Kryptowährungen auch als Scamcoins (dt. Betrugsmünzen) bezeichnet. Pre-mining kann aber auch offen dokumentierter Teil der Konzeption sein.

### Kursschwankungen und Kursmanipulationen
Kryptowährungen sind aufgrund ihrer hohen Volatilität riskant und stellen ein potentielles Ziel für Pump and Dump-Angriffe dar. Der bekannte Software-Entwickler John McAfee saß unter anderem wegen des Vorwurfes solcher Aktionen bis zu seinem Tod in spanischer Haft. Den gleichen Vorwürfen muss sich auch Elon Musk stellen, der im Jahr 2021 bislang zahlreiche Tweets verfasste, die unmittelbar die Kryptowährungen Bitcoin sowie Dogecoin betrafen. Die Dogecoin betreffenden Tweets waren allesamt positiv und jubelten den Kurs des Coins in ungeahnte Höhen, während Musks Tweets zu Bitcoin mal positiv, mal negativ ausfielen, was ihm zahlreiche Pump-and-Dump-Vorwürfe einbrachte. Denn ob gewollt oder nicht: die Kurse von Bitcoin schwankten 2021 nach jedem Musk-Bitcoin-Tweet um wenigstens ein paar Prozent. Dies hat bislang auch immer unmittelbare Auswirkungen auf fast alle anderen existierenden Kryptos, die mit sinkenden Bitcoin-Kursen in aller Regel ebenfalls sinken und umgekehrt. Musks sorgenfreier Umgang mit seiner Macht über die Märkte brachte ihm nun auch eine Warnung von Anonymous ein.

### Ressourcen-Verbrauch
Einige Kryptowährungen (so wie auch Bitcoin) verwenden ein sog. Proof-of-Work-Verfahren, bei dem Teilnehmer des Netzwerkes für das Bereitstellen von Rechenleistung mit Währungseinheiten belohnt werden. Dies können z. B. neu erzeugte Einheiten oder „Bezahlung“ für die Abwicklung einer Transaktion sein. Je größer die Rechenleistung eines Teilnehmers, desto wahrscheinlicher ist eine Belohnung. So kommt es zu einem Wettbewerb unter den Teilnehmern, bei dem sie versuchen, ihren Anteil an der Gesamtrechenleistung des Netzwerks zu vergrößern, um mehr Belohnungen zu erhalten. Die höhere Rechenleistung führt zu einem höheren Ressourcenverbrauch (z. B. von Strom oder zusätzlicher Hardware); im Jahr 2018 wurde berechnet, dass der Stromverbrauch des Minens alleine von Bitcoins weit über dem Stromverbrauch von ganz Dänemark liege.
Bitcoin basiert bspw. darauf, dass die Transaktionskette in etwa gleichbleibenden Zeitabständen fortgeschrieben wird. Dafür muss ein Proof-of-work erbracht werden, in diesem Fall das Lösen eines kryptographischen Problems, das so gewählt wird, dass die Lösung im Mittel so lange dauert wie der gewünschte Zeitabstand. Da aufgrund des Wettbewerbs – und auch durch neu hinzukommende Teilnehmer oder leistungsfähigerer Hardware (GPU, ASIC) – die Gesamtrechenleistung des Netzwerks steigt, muss die Schwierigkeit des Problems laufend erhöht werden, damit die Dauer bis zum Finden einer Lösung gleich bleibt. Diese Steigerung der Rechenleistung schreitet so lange fort, wie die Belohnung noch gegenüber den zusätzlichen Aufwendungen für mehr Rechenleistung als wirtschaftlich erscheint.
Kryptowährungen, die anstatt des Proof-of-Work-Verfahrens z. B. das Proof-of-Stake-Verfahren anwenden und „Mining“ ganz vermeiden, haben einen sehr viel niedrigeren Energieverbrauch. Hierzu zählen etwa Ripple (XRP), aber auch (gemessen an der Marktkapitalisierung) „kleinere“ Kryptowährungen wie z. B. NANO und EverGreenCoin (EGC), für deren Nutzer-Communities der Schutz natürlicher Ressourcen ein ausdrückliches Ziel ist. Im September 2022 erhielt Ethereum ein Update, sodass auch darin künftig das Proof-of-Stake Verfahren statt Proof-of-Work angewandt wird.

### Spielfeld für kriminelle Aktivitäten
Lösegeldforderungen
International gab es mit Stand Anfang 2019 „bereits häufiger“ Lösegeldforderungen auf Basis von Kryptowährungen. Am 9. Januar 2019 wurde erstmals eine in Norwegen bekannt – in der Währung Monero. Auch Unternehmen und öffentliche Einrichtungen werden durch Ransomeware-Attacken gelegentlich mit Lösegeldforderungen in Kryptowährungen konfrontiert. Zuletzt sorgte der Fall der Cyberattacke auf das Unternehmen Colonial Pipeline im Mai 2021 für Aufsehen, durch die es in Teilen der USA zu Benzinengpässen kam. Nach der Zahlung von 75 Bitcoins wurde die zuvor blockierte Pipeline wieder freigegeben. Das FBI konnte einige Wochen später 63,7 der erpressten Bitcoin sicherstellen, Medienberichte von einem „Hack“ des Bitcoins durch das FBI erwiesen sich jedoch als haltlos.
Betrug
Da Kryptowährungen bislang keiner staatlichen Kontrolle unterstehen und von jedermann herausgegeben werden können, werden nicht wenige Coins von Kriminellen angeboten. Ein Beispiel war etwa die „SQUID“ Meme-Coin, die nach der populären TV-Serie Squid Game benannt wurde. Verschiedene bedeutende Nachrichtenanbieter wie CNBC und BBC berichteten über sehr große, positive Kurssprünge von SQUID – danach wurde die Webpräsenz des Coins gelöscht, und der Wert der Münze stürzte von 2856 $ auf nahezu Null ab. Sie war so konzipiert, dass man SQUIDs nur kaufen konnte, der Verkauf jedoch faktisch unmöglich war. Die Schöpfer von SQUID hatten rund 3,38 Millionen US-Dollar Gewinn erzielt.
Das Phänomen, dass Anbieter das Geld von Investoren einsammeln und sich dann aus dem Staub machen, wird im Fachjargon rug pull genannt (wörtlich ‚den Teppich [unter den Füßen] wegziehen‘). Eine Firma schätzte den Betrag, der im Jahre 2021 bei solchen rug pulls weltweit eingenommen wurde, auf 7,7 Milliarden US-Dollar. Darunter war auch der Fall der türkischen Thodex, deren Gründer mit 2 Milliarden Dollar verschwunden ist.
Auch in Deutschland wird Betrug mit Kryptowährungen registriert. Umstrittene Kryptofonds haben bereits mehrfach zu Millionenschäden geführt, wobei geschädigte Verbraucher teilweise gerichtlich Ansprüche auf Entschädigung geltend machen konnten.
Geldwäsche und Steuerhinterziehung
Durch die quasi-anonyme (d. h. pseudonyme) Natur von Kryptowährungen und die oben erwähnte Existenz von Mischdiensten wird angenommen, dass Kryptowährungen für Geldwäscher sehr attraktiv sind, da die Überwachung von Geldwäscheaktivitäten sich in diesem Bereich noch in den Kinderschuhen befindet. Es ist allerdings möglich, wie die Bank HSBC mittels künstlicher Intelligenz verdächtige Transaktionen in Echtzeit zu überwachen, was allerdings daran scheitern kann, dass ein krimineller Nutzer seine Wallet lediglich kurzzeitig für eine einmalige Transaktion nutzt. Andererseits gibt es das Ansinnen, im Kryptobereich tätigen Firmen vorzuschreiben, nur eindeutig identifizierte Kunden anzunehmen (know your Customer, KYC).
Durch die pseudonyme Natur von Kryptowährungen und dadurch, dass die Coins keine Gegenpartei kennen – im Gegensatz dazu sind die Herausgeber von Bankkonten und Wertpapieren den Behörden bekannt – ist es für Finanzämter praktisch unmöglich, bei Steuerzahlern die Krypto-Guthaben zu überprüfen. Eine wichtige Ausnahme davon ist, wenn die Wallet-ID der Behörde bereits bekannt ist, etwa über einen früheren Zahlungskontakt. Auch kann jede Person beliebig viele Wallets kreieren, um die Vermögensverhältnisse zu verschleiern. Steuerämter fordern die Steuerzahler dennoch dazu auf, ihre Krypto-Guthaben unter „übrige Guthaben“ aufzulisten. Jedoch gibt es Krypto-Miner und -Investoren, welche Kryptowährungen bewusst als Werkzeug zur Steuervermeidung einsetzen.

## Sonstiges
Kryptologische Sicherheit: Kryptowährungen auf Blockchain-Basis gelten als äußerst sicher. Allerdings würden kommerzielle Quantencomputer vermutlich eine große Gefahr für die Sicherheit von Kryptowährungen bedeuten, sollten solche entwickelt werden und auf den Markt kommen. Zur Abwehr solcher Quantenangriffe müssen Kryptowährungen, aber auch alle sonstigen Blockchains neue Protokolle einführen.
Regulierungsbehörden: Die Türkei hat per Beschluss der Zentralbank Transfers in Kryptowährungen verboten. Am G20-Gipfel in Buenos Aires 2018 wurde beschlossen, Krypto-Assets zur Bekämpfung der Geldwäsche und der Terrorismusfinanzierung im Einklang mit den FATF-Standards zu regulieren und bei Bedarf weitere Maßnahmen in Betracht zu ziehen. In Deutschland fallen Kryptoverwahrgeschäfte ab 2020 unter die Aufsicht und damit die aufsichtliche Erlaubnispflicht der BaFin. Weitere Informationen hierzu finden sich im Artikel zur Implementierung des Begriffes Kryptowert im Kreditwesengesetz sowie im Überblicksartikel zu Kryptoverwahrung. Der CDU-Europaabgeordnete Stefan Berger plädiert für die Entwicklung eines europäischen Stablecoins, um der Facebook-Währung Libra eine sichere Alternative gegenüberstellen zu können. Berger wird für den europäischen Bericht der Markets in Crypto-Assets (MiCA) verantwortlich sein, der als Grundlage für einen Regulierungsrahmen für Krypto-Assets dienen wird. Durch die KWG-Novelle sind Krypto-Dienstleister geldwäscherechtlich Verpflichtete (etwa § 2 Abs. 1 Nr. 1 oder 2 GWG). Mit Blick auf den Umsetzungsstand in Deutschland finden sich die erhebungspflichtigen Angaben in §§ 11–13 GWG. Diese sind grundsätzlich vor Begründung einer Geschäftsbeziehung oder vor Durchführung einer Transaktion einzuholen. Auch bei Transaktionen außerhalb einer bestehenden Geschäftsbeziehung (§ 10 Abs. 3 Nr. 2 GWG) bestehen die Sorgfaltspflichten bzw. die Identitätspflicht jedoch nie gegenüber dem Empfänger einer Transaktion. Seitens der Technologie-spezifischen Informationen existieren noch keine Hinweise für die einzuholenden Identitätsmerkmale. In der Praxis herrschen Schwierigkeiten bei der Kontrolle der Herkunft und der laufenden Transaktionsströme von Kryptowerten, weil Nutzer sich diverser technischer Dienste bedienen können, um ihre Transaktionsströme aus Gründen der Privatsphäre (oder auch Geldwäsche) zu verschleiern.
Learning Coin von Weltbank und IWF: Die erste eigene Kryptowährung der beiden Sonderorganisationen der Vereinten Nationen ist nicht als Zahlungsmittel konzipiert, sondern der Learning Coin wurde zu internen Lern- und Forschungszwecken entwickelt. Der Vorstoß ist jedoch ein weiterer Beweis, dass den digitalen Währungen auch von klassischen Akteuren aus Politik und Gesellschaft ein großes Potenzial zugeschrieben wird.
Kryptowährung als staatliche Währung: Am 8. Juni 2021 verabschiedete das Parlament von El Salvador ein Gesetz zur Einführung von Bitcoin als zusätzliche offizielle Landeswährung. Es wurde eine Frist von 90 Tagen festgesetzt, damit die Zentralbank und die Finanzmarktaufsicht die Umstellung umsetzen. Auch möchte das Land mithilfe erneuerbarer Energie aus der Erdwärme aus Vulkanen eigene Bitcoins minen. Andere Länder diskutieren die Ausstellung einer staatlichen Kryptowährung. Das sind unter anderem die USA mit FedCoin, Russland, Türkei, und das technikaffine Estland, das ambitioniert an der Adaption arbeitet. Russland liebäugelte mit der Einführung einer Kryptowährung zur Umgehung von Sanktionen, doch befand die russische Notenbank eine Einführung einer Kryptowährung zum Rubel zu riskant für die Stabilität des Rubels. Stattdessen ermutigte Russland Venezuela zu dem Schritt, da Venezuela nichts zu verlieren hätte.
Die Vereinten Nationen schätzen, dass Kryptowährungen 20 Prozent der internationalen Terrorfinanzierung ausmachen. Um die Identität der Kunden wird sich bei Digitalwährungen oftmals nicht gekümmert.